# Ронкчин
Ронкчин (пол. Rąkczyn) — село в Польщі, у гміні Поддембиці Поддембицького повіту Лодзинського воєводства.
Населення — 379 осіб (2011).
У 1975-1998 роках село належало до Серадзького воєводства.

## Демографія
Демографічна структура станом на 31 березня 2011 року:
|          | Загалом | Допрацездатний вік | Працездатний вік | Постпрацездатний вік |
| -------- | ------- | ------------------ | ---------------- | -------------------- |
| Чоловіки | 197     | 41                 | 139              | 17                   |
| Жінки    | 182     | 37                 | 115              | 30                   |
| Разом    | 379     | 78                 | 254              | 47                   |